# Каунасская семинария

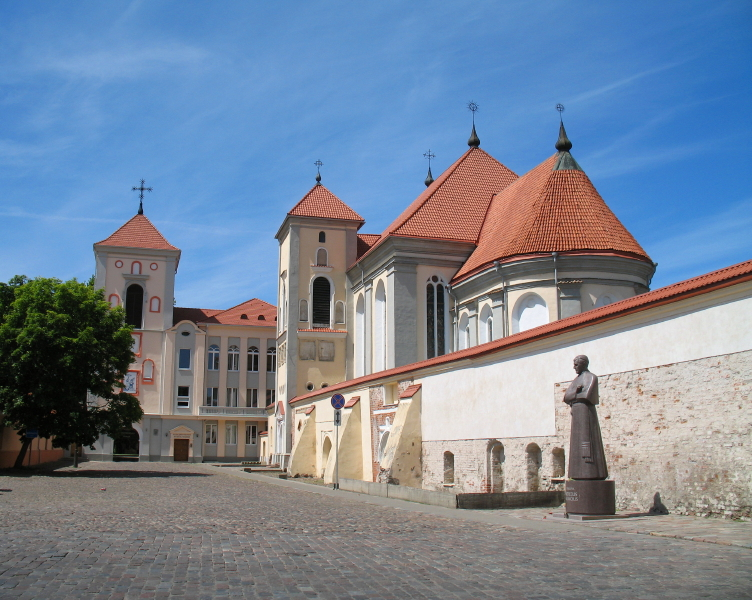
Церковь Св. Троицы, принадлежащая Каунасской семинарии. Справа — памятник Мотеюсу Валанчюсу

Каунасская духовная семинария (лит. Kauno kunigų seminarija) — крупнейшая католическая семинария Литвы, готовящая священников для архиепархии Каунаса. Считается частью теологического факультета Университета Витовта Великого.

## История
После Январского восстания 1863 года резиденция епископа Жемайтии Мотеюса Валанчюса была перенесена из Варняя в Каунас. В этом же году при монастыре цистерцианцев и церкви св. Георгия была образована духовная семинария. С 1863 по 1870 годы число учащихся в семинарии было ограничено, так как должностные лица Российской империи не позволяли набор новых учащихся.
Литовский поэт и языковед Антанас Баранаускас с 1867 года был профессором Ковенской семинарии, начал использовать литовский язык для чтения лекций. Многие из его студентов принимали активное участие в движении книгонош. В 1884 студенты семинарии начали печатать газету «Литва» на литовском языке, однако опасаясь репрессий со стороны царских властей, руководство семинарии закрыло газету. В 1892—1894 и 1909—1932 годах поэт и драматург Майронис преподавал в Каунасской духовной семинарии, что способствовало усилению позиций литовского языка в образовательном процессе. В 1909 году Майронис был назначен ректором семинарии. С этого момента преподавание в семинарии велось полностью на литовском языке.
Во время Первой мировой войны семинария переехала в Трошкунай, здание семинарии в Каунасе было превращено в военный госпиталь. В 1918 году после обретения Литвой независимости семинария вернулась в Каунас. Между 1926 и 1940 годами семинарию окончило 3078 студентов. После аннексии Литвы Советским Союзом Каунасская семинария осталась единственной в Литве, все прочие были закрыты. Число семинаристов вначале было ограничено властями до 150, затем лимит постепенно снизился до 25 человек. На 1 июня 1947 года в семинарии было, согласно докладу Председателя Совета по делам религиозных культов И.В. Полянского, 150 учащихся и 16 преподавателей. Большинство зданий семинарии были конфискованы; библиотека, содержащая около 90 000 томов была ликвидирована, обе церкви при семинарии, церковь св. Троицы и церковь св. Георгия, закрыты и превращены в склады, а многие священники арестованы или депортированы. Уполномоченный Совета по делам религиозных культов по Литовской ССР Ю. Ругенис сообщал Председателю Совета, что в 1961 году планировалось сорвать прием в Каунасскую семинарию, но документы подали 15 человек из которых 5 допустили к экзаменам. Ругенис отмечал, что естественная убыль ксендзов частично покрывается выпуском семинарии. В 1960 году умерли 16 ксендзов, а выпущены были 6 ксендзов, в 1961 году эти цифры составили 24 и 9 соответственно.
Небольшое облегчение положения произошло в 1970-е годы, семинарии были возвращены здания администрации и церкви св. Троицы. Здания были отремонтированы за счёт собственных средств семинарии. В период с 1945 по 1981 года из стен семинарии вышли 428 священников.
После провозглашения Литвой в 1990 году независимости семинарии вернули её бывшие здания, они были восстановлены к визиту в Литву папы римского Иоанна Павла II в 1993 году. По мере открытия или возобновления деятельности других католических семинарий в Литве Каунасская семинария переводила своих семинаристов из соответствующих регионов в них.

## Современное состояние
Каунасская семинария — одна из четырёх католических семинарий Литвы.
Обучение в семинарии рассчитано на пять лет, ему предшествуют подготовительные курсы в Шилуве. Выпускники семинарии получают степень бакалавра Университета Витовта Великого, где они могут продолжить обучение. Учебная программа семинарии направлена на развитие духовности, гуманизма и интеллектуальных способностей студентов, а также подготавливает их к пасторским обязанностям.
В 2007 году в семинарии было 35 студентов.

## Известные выпускники
- Юозас Тумас — писатель, критик и публицист.
- Миколас Вайткус — поэт и драматург.
- Казимерас Яунюс — теолог, языковед.
- Иосиф Кубилис — общественный деятель.
- Винцентас Сладкявичюс — первый литовский кардинал.
- Сигитас Тамкявичюс — архиепископ-митрополит архиепархии Каунаса.
- Тадеуш Кондрусевич — архиепископ-митрополит Минско-Могилёвский, ранее глава архиепархии Матери Божией с центром в Москве.
- Иосиф Верт — глава Преображенской епархии в Новосибирске.